# Centrolepis aristata
Centrolepis aristata là một loài thực vật có hoa trong họ Centrolepidaceae. Loài này được (R.Br.) Roem. & Schult. mô tả khoa học đầu tiên năm 1817.